# Ângelo Ferreira
Ângelo Rafael Ferreira Dos Santos (Recife, 17 de julho de 1953) é um médico veterinário e político brasileiro.
Atualmente, prefeito de Sertânia. Foi eleito por três vezes consecutivas Deputado Estadual pelo PSB.

## Biografia
Em 2016, disputou e se elegeu para o terceiro mandato como prefeito de Sertânia, também pelo PSB, desbancando o então prefeito Guga Lins, do PSDB.
Em 2020, disputou novamente e se reelegeu para o seu quarto mandato como prefeito de Sertânia, também pelo PSB. Onde conseguiu a maior vitoria politica da historia do municipio 